# Tapinoma demissum
Tapinoma demissum är en myrart som beskrevs av Bolton 1995. Tapinoma demissum ingår i släktet Tapinoma och familjen myror. Inga underarter finns listade i Catalogue of Life.